# IC 317
IC 317 је спирална галаксија у сазвјежђу Еридан која се налази на листи објеката дубоког неба у Индекс каталогу.
Деклинација објекта је - 12° 44' 23" а ректасцензија 3h 18m 55,4s. Привидна величина (магнитуда) објекта IC 317 износи 14,0 а фотографска магнитуда 14,8. IC 317 је још познат и под ознакама MCG -2-9-26, IRAS 03165-1255, PGC 12346.